# San Girolamo nello studio (Ghirlandaio)
Il San Girolamo nello studio è un affresco (184x119 cm) di Domenico Ghirlandaio, datato al 1480 e conservato nella chiesa di Ognissanti a Firenze.

## Storia
L'opera venne commissionata dalla famiglia Vespucci in pendant con il Sant'Agostino nello studio di Botticelli, su cui compare anche l'arme della famiglia. I due affreschi, di soggetto e impostazione simili, descrivevano due dottori della chiesa nei rispettivi studi gremiti di libri e oggetti da intellettuali, quali antesignani degli studiosi umanistici. Decoravano lo spazio vicino alle porte del coro originale della chiesa, che venne distrutto nel XVII secolo. In quell'occasione gli affreschi vennero smurati e rimessi lungo la navata: sebbene le figure principali ne uscissero in buone condizioni, andò in larga parte perduta la cornice architettonica dipinta e una parte delle iscrizioni.

## Descrizione e stile
Il confronto tra le due opere mostra un diverso approccio al tema. Se Botticelli, nato tre anni prima del Ghirlandaio, usò un'espressività e un'energia plastica notevole che deriva dall'esempio di Andrea del Castagno, Ghirlandaio creò una figura più serena e convenzionale, rendendo protagonisti piuttosto le nature morte degli oggetti ordinatamente esposti sullo scrittoio e sulle mensole dietro Girolamo. Domenico si ispirò probabilmente a modelli nordici, come forse il San Girolamo nello studio di Jan van Eyck che si trovava nelle raccolte di Lorenzo il Magnifico. 

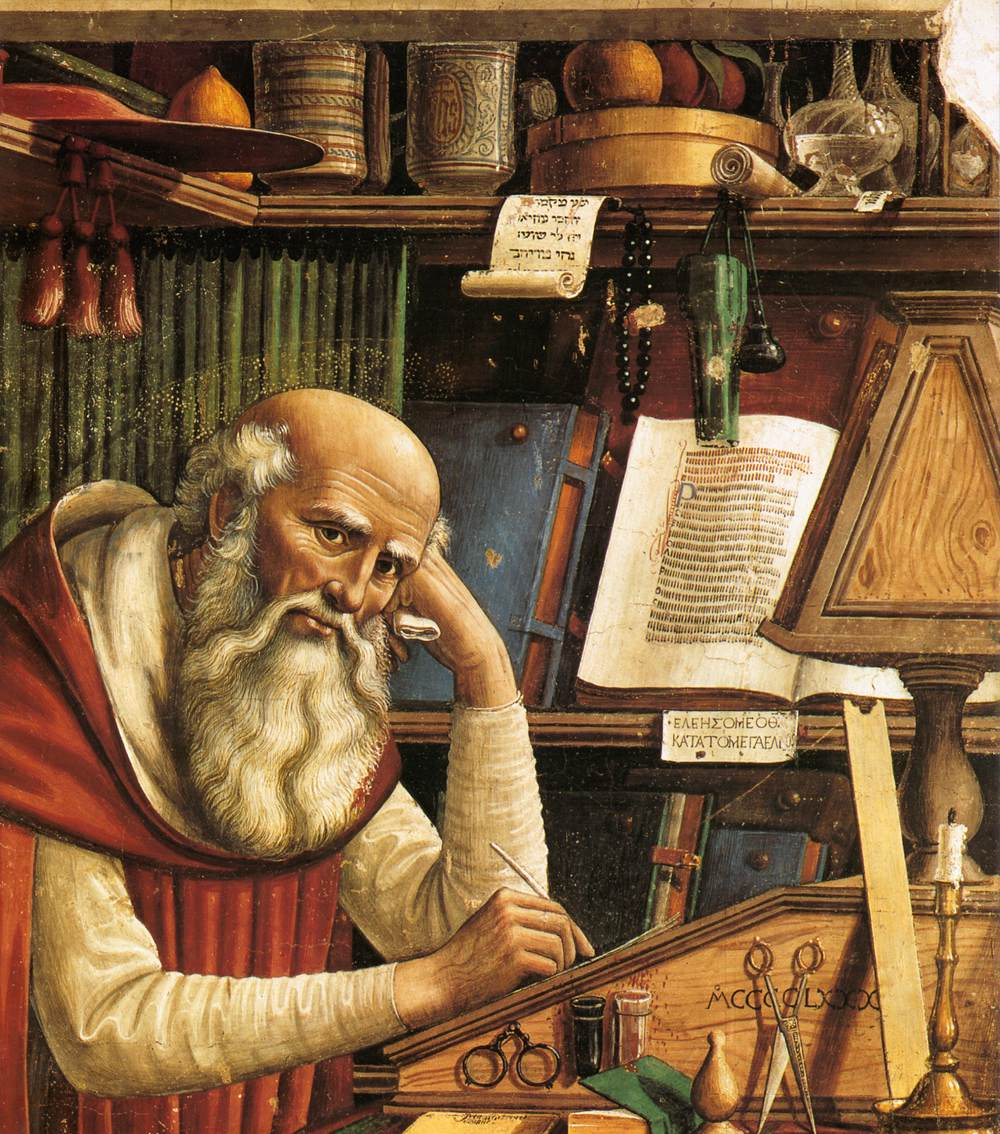
Dettaglio

All'ardore dell'Agostino di Botticelli, sottolineato dalla mano portata la petto e lo sguardo intensamente rivolto verso la fonte di luce, Ghirlandaio contrappose una posa più rilassata di Girolamo, che appoggia la testa su un braccio puntato col gomito, rivolgendo uno sguardo allo spettatore mentre con l'altra mano si dedica alla scrittura. Si tratta della stessa posa usata da van Eyck. I libri aperti e i cartigli, con scritte in greco e in ebraico, rimandano alla sua attività di traduttore della Bibbia (con la Vulgata). Sullo scrittoio si legge la data MCCCCLXXX e vi si vedono appoggiati con ordine una lettera sigillata, un paio di occhiali, due calamai (rosso e nero - si notino le gocce di inchiostro colato vicino ad essi), delle forbici, una riga, un portacandela con un moccolo spento. Il banco è coperto da un raro tappeto orientale, oggetto di lusso che l'artista ritrasse spesso nelle sue opere ispirandosi anche in questo caso ai fiamminghi. Tra gli oggetti sullo scaffali si vedono il cappello cardinalizio, due vasi a albarello da farmacia, una scatola cilindrica, una collana, una scarsella appesa, alcuni frutti, due bottiglie di vetro trasparente, una clessidra. Un esempio di natura morta analoga di scuola fiamminga si trova nel Trittico dell'Annunciazione attribuito a Barthélemy d'Eyck e oggi ad Aix-en-Provence. 
La luce cade incidente dall'alto a destra, proiettando una netta ombra del santo sul tendaggio verde alle sue spalle, ma anche dal davanti, illuminando gli oggetti sullo scrittoio.